# Georg August Wallin
Pour les articles homonymes, voir Wallin.
Georg August Wallin (né le 24 octobre 1811 à Sund, Finlande - mort le 23 octobre 1852 à Helsinki) est orientaliste, explorateur et professeur finlandais. 

## Biographie

### Études
Né sur les îles Åland, il étudie entre 1829 et 1836 les langues orientales à l'université d'Helsinki. Il prépare ensuite un mémoire sur l'arabe et le farsi tout en travaillant comme bibliothécaire à l'université. Il soutient sa thèse de doctorat en 1839, consacrée à l'étude des différences entre l'arabe classique et l'arabe moderne. En 1839, il se rend à Saint-Pétersbourg pour poursuivre l'étude de l'arabe et du farsi, et il rencontre le cheikh Mohammed Ayyad al-Tantawi. 

### Voyages et expéditions scientifiques
Profitant de bourses d'études accordées par l'université d'Helsinki pour financer des expéditions scientifiques, Wallin effectue son premier voyage au Moyen-Orient en 1843 : passant par Marseille et Alexandrie, il s'établit au Caire pour apprendre les coutumes du Moyen-Orient et les rudiments de l'islam. Il adopte un mode de vie simple et se fait passer pour musulman (il ne s'est sans doute pas réellement converti et a été enterré dans le carré luthérien du cimetière d'Hietaniemi à Helsinki) en prenant le nom d'Abd al-Wali. C'est depuis le Caire qu'il rayonnera, d'abord le long de la vallée du Nil pour des voyages d'étude archéologique sans relief, puis dans la péninsule arabique, en Palestine et au Moyen-Orient.

#### Première expédition: les lieux saints de l'islam
En 1845, Wallin se met en route vers La Mecque via le Sinaï et arrive à Al-Jawf. Les difficultés ne manquent pas en route, et il doit affronter dans le désert la soif et les tribus bédouines. L'argent venant à manquer, il abandonne son projet initial de pousser jusqu'en Perse pour se concentrer sur les lieux saints de l'islam de Médine et La Mecque, où il est l'un des rares européens de cette époque à avoir pu accéder. Revêtu de la tenue blanche des pèlerins, il est un des tout premiers étrangers à expérimenter puis rapporter les rites du hajj. Avec quelques pièces en poche, il embarque à Jeddah d'où il rentre épuisé au Caire en 1846. 

#### Deuxième expédition: la Palestine et la Syrie
Après s'être remis, Wallin part fin 1846 pour la Palestine de nouveau via le Sinaï, dont il visite les monastères chrétiens. Après quelque temps passé en Palestine où il se familiarise avec les différents groupes religieux et ethniques qu'il rencontre, il décide de pousser jusqu'en Syrie dont il veut connaître mieux le dialecte arabe. Après son retour par voie maritime de Beyrouth à Alexandrie, il découvre avec bonheur que ses récits de voyage, fort remarqués en Finlande et en Europe, lui ont obtenu une rallonge budgétaire, qu'il décide aussitôt d'employer pour un autre voyage. 

#### Troisième expédition: la Mésopotamie et la Perse
Fin 1847, Wallin se met en route via le Sinaï pour Riyad où il souhaite rencontrer le wahhabisme en la personne du prince Faysal, qui règne sur le Nejd. Malheureusement, une fois parvenu à Haïl, il s'aperçoit que sa couverture de croyant est compromise, probablement en raison de la réputation qu'il a acquise en Europe. Conscient des dangers qu'il y aurait à s'aventurer en terre hostile, il change de plans et rejoint une caravane partant vers Bagdad, où il est le premier européen à parvenir par cet itinéraire. Malgré l'épuisement, il prépare un tour de Perse, en dépit des dangers de la région, désorganisée par la mort récente du chah. Au long du voyage via Chiraz et Ispahan, il réalise combien les mentalités et coutumes persanes sont différentes du monde arabophone, ce qui lui occasionne des difficultés. Une tempête le rejette à Bassorah, alors qu'il tentait de traverser le Golfe Persique. Affreusement diminué et couvert de loques, il a la chance de rencontrer sur la côte des Anglais qui l'aident à rentrer à Bagdad. Là, il emprunte de l'argent pour se rendre à Damas via le désert, où il est dépouillé par des bédouins. C'est quasiment nu qu'il atteint Damas, d'où il parvient à rentrer au Caire au printemps 1849. Le 9 août 1849, il quitte Alexandrie en bateau pour se rendre en Angleterre via l'Italie, la Suisse et la Belgique. 

### Retour en Europe et en Finlande
Arrivé à Londres pour se refaire une santé, Wallin rédige le récit de son troisième voyage publié par la Royal Geographical Society (Notes taken during a Journey through part of Northern Arabia in 1848), qui lui décerne la médaille du fondateur. En 1854, la même société savante publie un autre récit de Wallin sur ses autres voyages (Narrative of Journeys From Cairo to Medina and Mecca by Suez, Arabia, Tawila, Al-Jauf, Jubbe, Hail and Nejd, in 1845). Au titre de son expertise en arabe et sur l'Arabie, la Royal Geographical Society lui décerne son prix annuel en 1854 (l'année précédente avait vu David Livingstone obtenir ce même prix). Durant les années 1850, de nombreux autres prix et médailles lui sont décernés par la Compagnie des Indes orientales ainsi que par des sociétés savantes françaises et allemandes.
Revenu en Finlande le 15 juin 1850, Wallin rédige et soutient une thèse de doctorat en 1851 sur la littérature arabe et islamique, puis est nommé professeur de littérature orientale à l'université d'Helsinki, où il publie les premiers manuels d'arabe disponibles en Finlande. 
Il meurt le 23 octobre 1852, quelques mois à peine avant Matthias Alexander Castrén, l'autre grand nom du voyage ethnographique et de la philologie en Finlande au 19e siècle.

### Postérité
Une grande partie de ses écrits de voyage est publiée de façon posthume, au cours des années 1860, éditée par Sven Gabriel Elmgren (fi). Ses œuvres complètes ont été publiées en suédois (partiellement traduites depuis d'autres langues) entre 2010 et 2017. Des éditions en anglais et en arabe sont en cours de préparation. Si ses récits ethnographiques et ses recherches philologiques sont aujourd'hui dépassés, Wallin reste dans la mémoire des Finlandais comme le premier chercheur ayant mis l'accent sur la pratique de la langue orale et l'adoption des coutumes locales pour le travail ethnographique. 